# Berdi Beg
Berdi Beg o Berdibek (en persa: محمد بردی بیگ‎, en tártaro: Möxämmät Bärdibäk) fue kan de la Horda de Oro desde 1357 hasta 1359, tras suceder a su padre Jani Beg. Berdi Beg fue el último kan en reinar antes del comienzo de un largo ciclo de guerras civiles en la Horda de Oro.

## Biografía

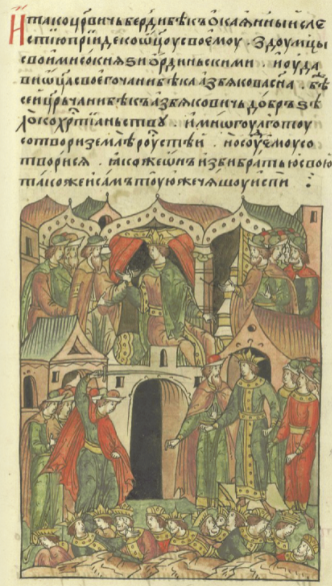
Berdi Beg sentado en el trono.

Cuando Jani Beg conquistó el Reino Chupánida en Azerbaiyán e Irán noroccidental en 1357, dejó a su hijo Berdi Beg como virrey de Tabriz. Sin embargo, Jani Beg cayó gravemente enfermo en su viaje de vuelta, siendo su oficial Tughluq Beg quien secretamente lo comunicó a Berdi Beg. Este último se dirigió inmediatamente a casa, con apenas diez acompañantes. La condición de Jani Beg mejoró, y al enterarse del regreso de su hijo, sospechó de sus intenciones. Aunque la esposa de Jani Beg, Toqai Toghlu Khatun (madre de Berdi Beg) le aseguró que su hijo no suponía ninguna amenaza, seguía preocupada por las sospechas de su marido. Así pues Tughluq Beg organizó el asesinato del kan.
Tras la muerte de Jani Beg el 22 de julio de 1357, Berdi Beg fue proclamado kan. Siguió el consejo de Tughluq Beg y comenzó a eliminar a toda su oposición ordenando la ejecución de al menos doce de sus parientes cercanos; uno de ellos, su hermano de 8 meses, lo asesinó él mismo lanzándolo desde las alturas, a pesar de los ruegos de su abuela Taydula Khatun. Mientras que Berdi Beg se mostraba implacable en eliminar a sus parientes, decidió conservar los servicios de los administradores de su padre: tres de cuatro emires atestiguados en el tratado de Jani Beg con los venecianos en 1358. Berdi Beg expandió su funcionariado, aumentando el número de emires a seis.
Berdi Beg fue incapaz o reacio a mantener su control sobre Azerbaiyán, lo que revirtió a los supervivientes del régimen chupánida, llegando a ser objeto de confrontación con otros poderes regionales. Tensiones con los venecianos en Crimea llevó a un nuevo tratado con la Horda de Oro en 1358. Según los términos del tratado, Berdi Beg permitiría a los venecianos comerciar en Soldaia (Sudak) y reducir el impuesto de transacciones comerciales promulgado por el kan. El clero ortodoxo ruso, en particular Alejo el metropólita, quien también se beneficiaba de la generosidad del kan, en un diploma (yarliq) emitido en noviembre de 1357, rescató derechos arrebatados por Jani Beg: revocaba impuestos a las propiedades de la Iglesia y restauraba la independencia de las cortes eclesiásticas dentro del territorio del kan.
Según descripciones posteriores, al eliminar a tantos de sus parientes, con su muerte, Berdi Beg fue responsable de la extinción de los descendientes de Batú. En circunstancias que aún son inciertas, Berdi Beg y su consejero Tughluq Beg fueron asesinados en agosto y septiembre de 1359, llegando Qulpa a kan en su lugar. Sin embargo, según Muʿīn-ad-Dīn Naṭanzī y Ötemiš-Ḥājjī, Berdi Beg murieron por una enfermedad; la fuente más contemporánea es la del notario veneciano Benedetto Bianco, quien escribió que Berdi Beg "murió como cualquier otro" ("viam universi carnis ingresso"), llegando Qulpa al poder cuatro días después. Continuó así el turbulento periodo de la Horda de Oro, donde no menos de 25 kans subieron al trono en 20 años. Berdi Beg dejó a una hija, probablemente Tulun Beg Khanum (que reinó entre 1370 y 1371). Esta se casó con Mamai y, posteriormente, con Toqtamish, quien la ejecutó en 1386.

## Genealogía
- Genghis kan
- Jochi
- Batú kan
- Toqoqan
- Mengu-Timur
- Toghrilcha
- Uzbeg kan
- Jani Beg
- Berdi Beg